# Съюз на кипърските селяни
Съюзът на кипърските селяни (на гръцки: Ένωση Κυπρίων Αγροτών), известен със съкращението от гръцки ЕКА, е най-голямата профсъюзна организация на левицата в областта на селското стопанство в Република Кипър. Той гравитира около Кипърската комунистическа партия (АКЕЛ). Съществува от 1946 г.

## История
Съюзът на кипърските селяни е създаден през 1946 г. под названието Кипърски фермерски съюз (ЕАК). Издига лозунга: „Земята да се даде на тези, които я обработват“.
Провежда политика за борба пртив британското колониално владичество на Кипър. Обединяват се с комунистите от АКЕЛ в съвместни действия против британците, стотици последователи на ЕАК са арестувани и затворени в концлагери в периода 1956-1959 г., като дейността на ЕАК е забранена от британските власти. ЕАК обаче се пререгистрира като Съюз на кипърските селяни (ЕКА) през 1959 г. и така дочаква обявянето на Република Кипър през октомври 1960 г.
Сред основателите на ЕКА са първият председател Андреас Шаплис и заместник-председателят Хамбис Михайлидис. През 1969 г. Х. Михайлидис е избран за генерален секретар на ЕКА и за депутат в кипърския парламент, заместник-председател става Андреас Гавриелидис. Той е избран през февруари 1988 г. за министър на земеделието и природните ресурси на Кипър и заема поста до 1993 г., а през 2005-2008 г. е министър на здравеопазването. Днес генерален секретар на ЕКА е Коста Костадинидис.
Съюзът на кипърските селяни води активна международна политика. В периода 1962-1990 г. има политически контакти с БЗНС, често се разменят посещения между тях. През август 1988 г. на посещение в България е министърът на земеделието на Кипър Андреас Гавриелидис (заместник-председател на Съюза на кипърските селяни до 1988 г.) по покана на българския министър на земеделието и горите. Между двете държави са подписани споразумения за кипърска техническа помощ за изграждане на субтропични стопанства в Южна България и увеличаване на стипендиите, които получават кипърски студенти в НРБ за обучение в селското стопанство.
Днес Съюзът на кипърските селяни е член на Съюза на селскостопанските организации в Европейския съюз (КОПА).